# Merlin 2 – Der letzte Zauberer
Merlin 2 – Der letzte Zauberer ist die Fortsetzung des Abenteuerfilms Merlin. Der Film entstand im Jahr 2006 und beschäftigt sich mit der Folgezeit der Artus-Sage.

## Handlung
Der Film spielt etwa 50 Jahre nach dem ersten Teil. Merlin verlässt, nachdem Artus und die Ritter der Tafelrunde den Heiligen Gral gefunden haben, Camelot und zieht sich in eine Höhle zurück, um einige Zeit zu schlafen und seine Kräfte zu regenerieren. Als er wieder aufwacht, sind 50 Jahre vergangen und Camelot ist nicht mehr dasselbe. Nach Artus bestieg ein Mann den Thron, der vom Gral nicht als würdig angesehen wurde. Daraufhin verschwand der Gral und Camelot verdirbt.
Als in der Stadt ein Dieb mit magischen Fähigkeiten auftaucht, beginnen die Geheimnisse ans Tageslicht zu treten. Dieser junge Dieb namens Jack wird kurz darauf der Lehrling von Merlin und muss sich dessen Prüfungen stellen. Im Laufe des Films lernt Jack den Knappen Brayn kennen, der ihn töten will, jedoch stellt sich durch einen Zauber heraus, dass Brayn eine Frau ist, mit richtigem Namen Brianna. Ebenso lernt er den Dorfschmied, den späteren Nachfolger des Königs, und dessen Geliebte, Lady Yvonne, die angebliche Enkelin Sir Gawains und Verlobte des Königs Lord Westen, kennen.
Da ein Krieg um Camelot tobt, muss Jack so schnell wie möglich seine Kräfte steigern, doch als es dem größten Feind Camelots gelingt, die Mauern mit Hilfe eines Tunnels zu zerstören, müssen die Einwohner der Stadt fliehen. Während des Schlachtgetümmels erfährt Jack von Merlin, dass die Herrin vom See, die die Gegenspielerin Merlins darstellt, Jacks Mutter ist und dass Merlin Jacks Vater ist.
Merlin gelingt es, eine Brücke zu bauen, die die Flucht für seinen Sohn und die Einwohner der Stadt ermöglicht, doch es kostet ihn seine letzte Kraft und er selbst kann nicht entkommen und wird getötet. Anschließend beginnt die Armee des bösen Königs Rauskaug die Verfolgung der fliehenden Einwohner.
Daraufhin beginnt das ganze Volk von Camelot, nach dem Gral zu suchen, um so Camelot wieder auferstehen zu lassen und alle ihre Feinde zu besiegen. Nach einer langen Suche gelingt es Jack dank einer Vision, den Gral auszumachen und nach dem Tod des Lords auch an sich zu nehmen. Doch die Schlacht gegen die feindlichen Streitkräfte ist schon verloren und alle Bewohner Camelots sind tot. Allerdings macht der Gral dies ungeschehen und der einstige Dorfschmied wird König des neuen Camelot. Brianna und Jack werden ein Paar und schließlich kann Jack dank eines sprechenden Schweins im Reich der Toten ein letztes Gespräch mit seinem Vater Merlin führen.

## Kritik
„Fortführung einer Fantasy-Miniserie, die sich nur vage an die Artus-Sage anlehnt und dabei etliche Versatzstücke sowie drittklassige Effekte aufbietet, ohne zu überzeugen.“

## Hintergrund
- Der Film wurde in Vancouver, Kanada gedreht. Die Produktionskosten betrugen etwa 12 Millionen Dollar.
- Seine US-amerikanische DVD-Premiere erlebte Merlin 2 – Der letzte Zauberer am 7. März 2006.[2] In Deutschland erschien der Film am 11. Juni 2007 auf DVD und lief am 4. August 2007 erstmals im deutschen Fernsehen bei RTL.[1]

## Kontinuität
Der Zweiteiler bietet nur schwache Bezüge auf den Vorgänger. Die Geschichte widerspricht dem ersten Film bzw. ignoriert diesen in nahezu allen Belangen. Größte Gemeinsamkeit sind die Hauptdarsteller Sam Neill und Miranda Richardson, wobei Letztere dieses Mal nur eine Rolle spielt; sie spielt nur noch die Herrin vom See, Merlins Gegenspielerin, während sie in Teil 1 auch die Königin Mab, ebenfalls Merlins Gegenspielerin, verkörperte. Die Herrin vom See kam zwar auch im ersten Teil vor, allerdings noch mit einem völlig anderen Aussehen und als Verbündete Merlins. Tatsächlich hat die Herrin vom See in Merlin – Der letzte Zauberer sowohl charakterlich als auch optisch mehr Ähnlichkeit mit Königin Mab. Erklärt wird der starke Wandel der Figur im Nachfolger nicht.
Weitere Ungereimtheiten:
- König Artus wird von einem anderen Schauspieler gespielt.
- Im ersten Teil erlebt Merlin Artus’ Tod mit, im zweiten Teil weiß er zunächst nichts davon.
- Im ersten Teil zieht sich Merlin am Ende mit seiner Liebe Nimue zurück, um in Frieden mit ihr zu leben, im Nachfolger ist davon keine Rede mehr und Merlin erwacht alleine in einer Höhle.
- Im ersten Teil wird der Heilige Gral nur am Rande erwähnt, in Merlin 2 wird er als zentrales Element von König Artus’ Herrschaft dargestellt.
- Merlin erwähnt als Ritter der Tafelrunde unter anderem Parzival, der jedoch im Vorgänger nicht vorkam.
- Die Kulissen von Camelot und Merlins Zauberstab haben keine Ähnlichkeit mit den Versionen des ersten Teils.